# Piera (kommun)
Piera är en kommun i Spanien.   Den ligger i provinsen Província de Barcelona och regionen Katalonien, i den östra delen av landet, 500 km öster om huvudstaden Madrid. Antalet invånare är 15 009. Arean är 57 kvadratkilometer. Piera gränsar till Castellolí, El Bruc, Els Hostalets de Pierola, Masquefa, Sant Llorenç d'Hortons, Sant Sadurní d'Anoia, Torrelavit, Cabrera d'Anoia, Vallbona d'Anoia och La Pobla de Claramunt. 
Terrängen i Piera är platt åt sydost, men åt nordväst är den kuperad.